# South African Reserve Bank
Die South African Reserve Bank (SARB)  ist die südafrikanische Zentralbank. Die Bank wurde 1921 durch das Gesetz Currency and Banking Act (Act No. 31, 1920) vom Parlament der Südafrikanischen Union eingerichtet. Sie gibt den Südafrikanischen Rand aus und hat indirekt auch Einfluss auf andere Währungen der Common Monetary Area.

## Gouverneure
- William Henry Clegg: Dezember 1920 – Dezember 1921
- Johannes Postmus: Januar 1931 – Juni 1945
- Michiel Hendrik de Kock: Juli 1945 – Juni 1962
- Gerhard Rissik: Juli 1962 – Juni 1967
- Theunis Willem de Jongh: Juli 1967 – Dezember 1980
- Gerhardus Petrus Christiaan de Kock: Januar 1981 – August 1989
- Christian Lodewyk Stals: August 1989 – August 1999
- Tito Mboweni: August 1999 – November 2009
- Gill Marcus: November 2009 – November 2014
- Lesetja Kganyago: seit November 2014